# International 806

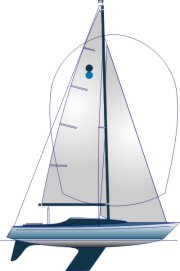
Riss International 806

Die International 806 Class ist eine vom Deutschen Segler-Verband (DSV) anerkannte Einheitsklasse im Segelsport. Die kleine Kielyacht wurde im Jahr 1974 von Pelle Petterson gezeichnet und in verschiedenen Werften in Dänemark und Deutschland seither rund 550 mal gebaut. Das Boot kann mit einem Bootsanhänger transportiert werden.
Die Crew besteht bei Regatten aus drei Seglern; außerhalb von Wettfahrten finden bis zu vier Segler ausreichend Platz.

## Verbreitung
Die International 806 ist in Mitteleuropa und Skandinavien verbreitet. Die größte Flotte ist am Starnberger See beheimatet und hat eine Stärke von über 100 Yachten. Am Starnberger See finden auch die meisten Regatten mit Jahresmeisterschaften statt.
Die Dänische Klassenvereinigung der International 806 schreibt jährlich die Internationale Dänische Meisterschaft aus.

## Ausstattung
Unter Deck befinden sich zwei Salonkojen und zwei Hundekojen, die achterlich unter die Plicht reichen. Daher eignet sich das Boot auch für Familien und kleine Törns. Das Schiff kann bei Bedarf durch einen Außenbordmotor angetrieben werden.